# NGC 2508
NGC 2508 (również PGC 22528 lub UGC 4174) – galaktyka eliptyczna (E), znajdująca się w gwiazdozbiorze Małego Psa. Odkrył ją William Herschel 23 stycznia 1784 roku.